# Gino Paoli
Gino Paoli (Monfalcone, 23 de setembre de 1934) és un músic i compositor italià.
És reconegut com un dels més grans representants de la música italiana dels anys seixanta i setanta.
Ha escrit i interpretat cançons de gran popularitat, com Il cielo in una stanza (El cel en una habitació), La gatta (La gata), Che cosa c'è (Què passa), Senza fine (Sense fi), Sapore di sale (Gust de sal), Una lunga storia d'amore (Una llarga història d'amor) i Quattro amici (Quatre amics).
Al llarg de la seva dilatada carrera com a cantautor, iniciada l'any 1959, ha participat en cinc edicions del Festival de San Remo, ha publicat més de 30 àlbums d'estudi i en directe, i ha compost música per a bandes sonores de films.
Tot i que la majoria de les cançons que canta són composicions pròpies, l'any 1974 va publicar I semafori rossi non sono Dio, un disc dedicat totalment a temes de Serrat traduïts a l'italià, on destaca la cançó "Mediterraneo"
En Appropriazione indebita, un altre àlbum dedicat a reelaboracions i traduccions d'alguns temes clàssics de la música internacional, versiona Il vestito rosso, adaptació de la popular "Penélope" també de Joan Manuel Serrat.
Gino Paoli ha visitat una vegada Catalunya, concretament el 17 de juliol de 2009, participant en el concert col·lectiu "Visions de la Mediterrània" dirigit per Joan Albert Amargós dins del Festival Internacional de la Porta Ferrada de Sant Feliu de Guíxols.

## Discografia
- 1961 - Gino Paoli
- 1962 - Le cose dell'amore
- 1964 - Basta chiudere gli occhi
- 1965 - Gino Paoli allò Studio A
- 1966 - Le canzoni per "Emmeti"
- 1967 - Gino Paoli and The Casuals
- 1971 - Le due facce dell'amore
- 1971 - Rileggendo vecchie lettere d'amore
- 1972 - Amare per vivere
- 1974 - I semafori rossi non sono Dio
- 1975 - Ciao, salutime un po' Zena
- 1976 - Le canzoni di Gino Paoli
- 1977 - Il mio mestiere
- 1978 - La ragazza senza nome
- 1979 - Il gioco della vita
- 1980 - Ha tutte le carte in regola
- 1984 - Averti addosso
- 1984 - La luna e il Sig. Hyde
- 1985 - Insieme
- 1986 - Cosa farò da grande
- 1988 - Sempre
- 1988 - L'ufficio delle cose perdute
- 1989 - Gino Paoli '89 dal vivo
- 1991 - Matto come un gatto
- 1992 - Senza contorno solo... per un'ora
- 1994 - King Kong
- 1995 - Amori dispari
- 1996 - Appropriazione indebita
- 1998 - Pomodori
- 2000 - Per una storia
- 2002 - Se
- 2004 - Una lunga storia
- 2004 - Ti ricordi? no non mi ricordo
- 2005 - Vanoni Paoli Live
- 2007 - Milestones - Un Incontro In Jazz